# アホ (アリゾナ州)

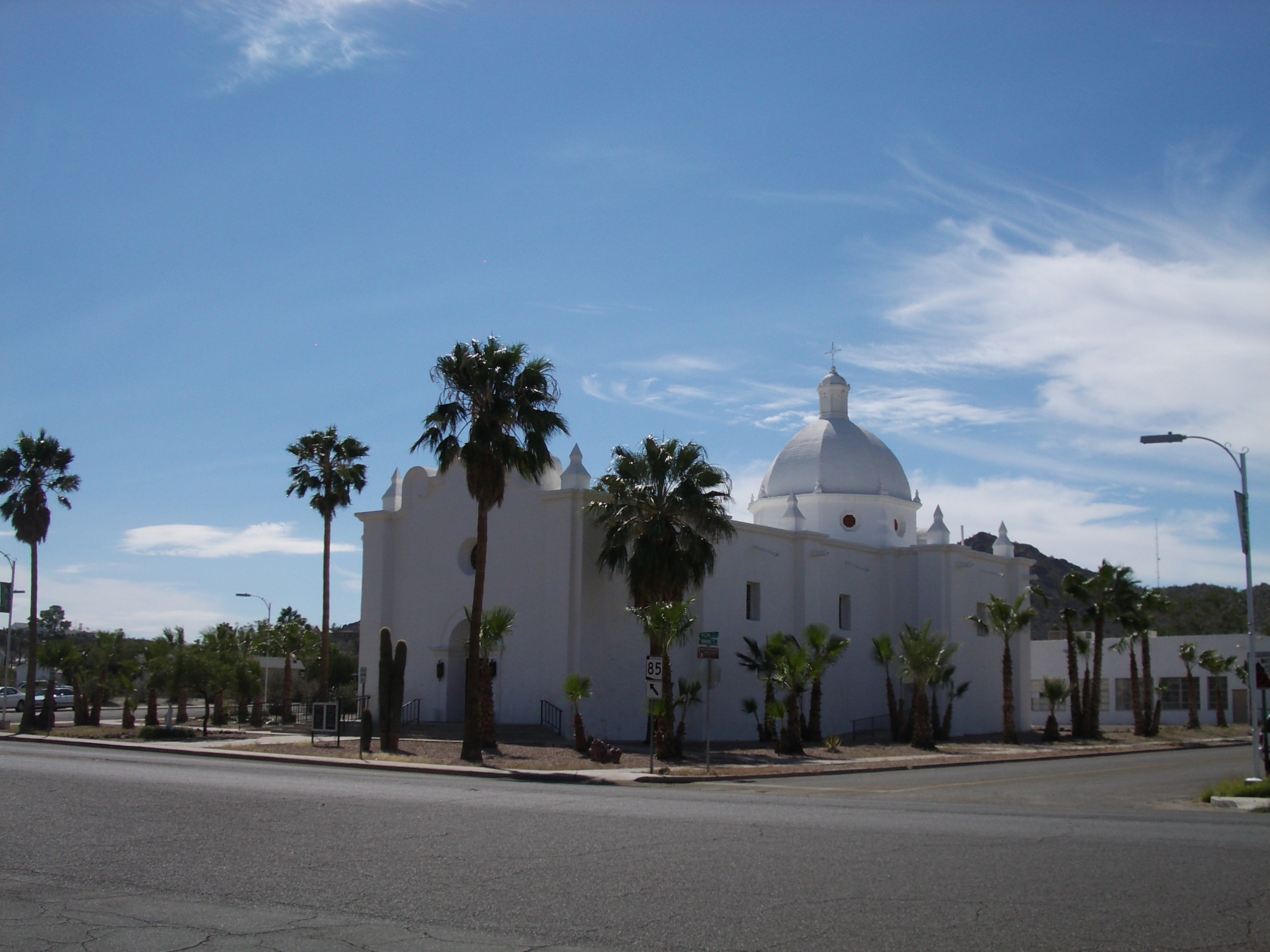
カトリック教会

アホ (Ajo) は、アメリカ合衆国アリゾナ州南部、ピーマ郡に位置する町。正式な都市・町村ではない所属未定地、CDPである。人口は3,304人（2010年国勢調査）。
アホはアリゾナ州道85号沿いにあり、メキシコ国境から70kmほどである。そのため、人口に占めるヒスパニック・ラテン系の割合が37%と高くなっている。また、オルガン・パイプ・カクタス国定公園 (Organ Pipe Cactus National Monument) に最も近い町でもある。
同地の発音は日本語では「阿呆」に近いが、スペイン語ではにんにくを意味する語であり、先住民のパパゴ族（現在のトホノ・オーダム族）の言葉では絵を描くことを意味する。パパゴ族はこの地域から赤色の絵具を得ていたのである。たまねぎのようなアホユリもこの近くに生息する。また、アホにはサワロサボテン（Cactoideae）やオコチロなどのソノラ砂漠の植物も自生している。

## 歴史
アホには鉱石の埋蔵量が多かったため、古く先住民やスペイン人、アメリカ人は鉱産資源を採取していた。1800年頃には「古いこうもり穴」(Old Bat Hole) とよばれるスペインの鉱山があったが、後に先住民に襲撃されたため放棄された。トム・チャイルズ (Tom Childs) は1847年に最初のアメリカ人としてこの地を訪れ、20m程のシャフトやメスキートのはしご、生皮の手桶などが揃えられている鉱坑跡を発見した。良質の銅鉱石が採掘されたためアホはアリゾナ初の銅鉱山となり、溶錬のために鉱石はウェールズに海輸された。
しかしながら、1900年頃に低質の銅鉱石を製錬する方法が発明されるまで、アホはあまり注目されることはなかった。1906年にはジョン・グリーンウェイ大佐がニュー・コーネリア・カッパー社 (New Cornelia Copper) を立ち上げ大規模な拡大を行った。1921年、アメリカ最大の銅会社であるフェルプス・ドッジ社 (Phelps Dodge) がニュー・コーネリア社を買収した。その後何十年にも渡ってアホでは1,000人以上のフェルプス・ドッジ社の従業員が働いていたが、1983年に激しいストライキの最中に閉山した。現在ではアリゾナ州の多くの他地域同様、リタイアした高齢者が居住する地域となっている。

## 地理
アホは北緯32度22分53秒 西経112度52分10秒 / 北緯32.38139度 西経112.86944度 (32.381348, -112.869407) に位置している。日本では八代市（熊本県）や延岡市（宮崎県）とほぼ同緯度である。
アメリカ合衆国統計局によると、アホは総面積 72.7km² (28.1mi²) である。全域が陸地であり、水域はない。
アホはアリゾナ州の多くの他地域同様、1年を通じて温暖で、乾燥している。そのため、リタイアした高齢者が多く住む地域となっている。ケッペンの気候区分ではBW（砂漠気候）に属す。
街は南北に伸び、南端に採掘場があった。銅を露天掘りしていたため、現在でも直径1.5kmほどのほぼ円形のすり鉢型の採掘跡が残っている。すり鉢の底まで約350m掘り進んだ。街の東には一辺が1kmから1.5kmに及ぶ3つの選鉱用池の跡があり、街自体とほぼ同じ面積を占めていた。採掘場の南には小さな山があり、南から北に向かって街は緩やかな坂の上に広がる。乾燥地であるため、無数の枯れ川が南から北に流れ、周囲は一種の悪地を成している。最大の枯れ川はギブソン涸れ谷 (Gibson Arroyo) と呼ばれている。

### 気候
| アホ (1971-2000年; 極値1914-2001年)の気候             | アホ (1971-2000年; 極値1914-2001年)の気候 | アホ (1971-2000年; 極値1914-2001年)の気候 | アホ (1971-2000年; 極値1914-2001年)の気候 | アホ (1971-2000年; 極値1914-2001年)の気候 | アホ (1971-2000年; 極値1914-2001年)の気候 | アホ (1971-2000年; 極値1914-2001年)の気候 | アホ (1971-2000年; 極値1914-2001年)の気候 | アホ (1971-2000年; 極値1914-2001年)の気候 | アホ (1971-2000年; 極値1914-2001年)の気候 | アホ (1971-2000年; 極値1914-2001年)の気候 | アホ (1971-2000年; 極値1914-2001年)の気候 | アホ (1971-2000年; 極値1914-2001年)の気候 | アホ (1971-2000年; 極値1914-2001年)の気候 |
| 月                                                    | 1月                                       | 2月                                       | 3月                                       | 4月                                       | 5月                                       | 6月                                       | 7月                                       | 8月                                       | 9月                                       | 10月                                      | 11月                                      | 12月                                      | 年                                        |
| ----------------------------------------------------- | ----------------------------------------- | ----------------------------------------- | ----------------------------------------- | ----------------------------------------- | ----------------------------------------- | ----------------------------------------- | ----------------------------------------- | ----------------------------------------- | ----------------------------------------- | ----------------------------------------- | ----------------------------------------- | ----------------------------------------- | ----------------------------------------- |
| 最高気温記録 °C （°F）                                | 29 (85)                                   | 33 (92)                                   | 37 (98)                                   | 39 (103)                                  | 44 (111)                                  | 46 (115)                                  | 47 (117)                                  | 46 (115)                                  | 45 (113)                                  | 42 (107)                                  | 35 (95)                                   | 31 (88)                                   | 47 (117)                                  |
| 平均最高気温 °C （°F）                                | 18.3 (65.0)                               | 20.9 (69.6)                               | 23.4 (74.1)                               | 27.8 (82.0)                               | 31.9 (89.5)                               | 37.6 (99.6)                               | 39 (102.2)                                | 38.3 (100.9)                              | 36.2 (97.1)                               | 30.4 (86.8)                               | 23.3 (74.0)                               | 18.4 (65.1)                               | 28.8 (83.8)                               |
| 平均最低気温 °C （°F）                                | 6.7 (44.0)                                | 8.3 (46.9)                                | 10.1 (50.2)                               | 13.3 (56.0)                               | 17.6 (63.7)                               | 22.5 (72.5)                               | 25.3 (77.5)                               | 24.6 (76.2)                               | 22.4 (72.4)                               | 17.3 (63.2)                               | 11.1 (51.9)                               | 6.8 (44.3)                                | 15.5 (59.9)                               |
| 最低気温記録 °C （°F）                                | −8 (17)                                   | −6 (22)                                   | −3 (27)                                   | 2 (35)                                    | −1 (31)                                   | 10 (50)                                   | 14 (58)                                   | 14 (57)                                   | 9 (49)                                    | 0 (32)                                    | −1 (30)                                   | −6 (22)                                   | −8 (17)                                   |
| 雨量 mm （inch）                                      | 17 (0.67)                                 | 17 (0.67)                                 | 19.3 (0.76)                               | 5.8 (0.23)                                | 3.8 (0.15)                                | 1.3 (0.05)                                | 19.3 (0.76)                               | 41.1 (1.62)                               | 20.8 (0.82)                               | 16 (0.63)                                 | 12.7 (0.50)                               | 22.4 (0.88)                               | 196.5 (7.74)                              |
| 平均降雨日数 （≥0.01 inch）                           | 2.6                                       | 2.6                                       | 3.1                                       | 1.4                                       | 0.7                                       | 0.4                                       | 3.4                                       | 5.0                                       | 2.7                                       | 2.2                                       | 1.9                                       | 2.9                                       | 28.9                                      |
| 出典：National Oceanic and Atmospheric Administration |                                           |                                           |                                           |                                           |                                           |                                           |                                           |                                           |                                           |                                           |                                           |                                           |                                           |

### 近隣の主要都市
- フェニックス - アリゾナ州の州都、最大都市で、全米でも第6の大都市。北東約180km、所要約2時間。
- ツーソン - ピーマ郡の郡庁所在地で、アリゾナ大学の学術都市。東約260km、所要約2時間40分。
- ユマ - 日本のプロ野球球団、ヤクルトスワローズが冬季キャンプを実施したことで知られる。西約250km、所要約2時間半。

これら3都市はいずれも規模の大きい空港を持っており、アホへの玄関口となる。

## 人口動勢
以下は2000年の国勢調査による人口統計データである。
基礎データ
- 人口: 3,705人
- 世帯数: 1,659世帯
- 家族数: 1,088家族
- 人口密度: 51.0人/km²（132.0人/mi²）
- 住居数: 2,485軒
- 住居密度: 34.2軒/km²（88.5軒/mi²）

人種別人口構成
- 白人: 78.70%
- アフリカン・アメリカン: 0.24%
- ネイティブ・アメリカン: 6.88%
- アジア人: 0.30%
- 太平洋諸島系: 0.08%
- その他の人種: 9.15%
- 混血: 4.64%
- ヒスパニック・ラテン系: 37.57%

年齢別人口構成
- 18歳未満: 20.6%
- 18-24歳: 4.9%
- 25-44歳: 17.2%
- 45-64歳: 25.3%
- 65歳以上: 32.1%
- 年齢の中央値: 52歳
- 性比（女性100人あたり男性の人口）
  - 総人口: 90.3
  - 18歳以上: 88.3

世帯と家族
- 18歳未満の子供がいる: 19.7%
- 結婚・同居している夫婦: 51.4%
- 未婚・離婚・死別女性が世帯主: 10.6%
- 非家族世帯: 34.4%
- 単身世帯: 30.1%
- 65歳以上の老人1人暮らし: 17.1%
- 平均構成人数
  - 世帯: 2.23人
  - 家族: 2.74人

収入と家計
- 収入の中央値
  - 世帯: 25,618米ドル
  - 家族: 29,310米ドル
  - 性別
    - 男性: 28,000米ドル
    - 女性: 18,571米ドル
- 人口1人当たり収入: 14,548米ドル
- 貧困線以下
  - 対人口: 16.5%
  - 対世帯数: 22.3%
  - 18歳未満: 36.5%
  - 65歳以上: 9.0%